# Piotr Malinowski (piłkarz)
Piotr Malinowski (ur. 24 marca 1984 w Częstochowie) – polski piłkarz, napastnik, skrzydłowy, zawodnik Rakowa Częstochowa, Górnika Zabrze i Podbeskidzia Bielsko-Biała.

## Kariera
Wychowanek UKS Beniaminek Częstochowa w którym nauczył się podstaw, po roku przeszedł do częstochowskiego Rakowa w którym przez trzy sezony w czwartej lidze i półtora w trzeciej zdobył 37 goli. Od lipca 2007 występował w Górniku Zabrze. W najwyższej klasie rozgrywkowej zadebiutował 5 sierpnia 2007 w meczu przeciwko Legii Warszawa i rozegrał na tym szczeblu 30 spotkań, nim wiosną 2009 został wypożyczony do pierwszoligowego Podbeskidzia Bielsko-Biała. W 2010 został kupiony przez ten klub. Zagrał w 103 spotkaniach w Ekstraklasie. Dwukrotnie grał z tym klubem w półfinale Pucharu Polski w sezonie 2010/11 i 2014/15. W latach 2015–2021 ponownie grał w Rakowie Częstochowa, z którym w 2017 r. zdobył mistrzostwo II ligi, w 2019 r. mistrzostwo I ligi, a w 2021 r. Puchar Polski i wicemistrzostwo Polski. Łącznie rozegrał w Rakowie 356 meczów (w tym 35 w Ekstraklasie, 46 w Pucharze Polski) i zdobył co najmniej 74 gole. W 2021 r. został wybrany przez redakcję portalu igol.pl oraz kibiców do jedenastki stulecia Rakowa. 

## Sukcesy

### Klubowe
Raków Częstochowa
- Mistrzostwo grupy IV ligiː 2004/2005
- Mistrzostwo II ligiː 2016/2017
- Mistrzostwo I ligiː 2018/2019
- Wicemistrzostwo Polskiː 2020/21
- Puchar Polski: 2020/21

#### Podbeskidzie Bielsko-Biała
- Wicemistrzostwo I ligiː 2010/2011

### Indywidualne
W sezonie 2005/06 zwyciężył w plebiscycie "Tempa" - "Brązowe Buty" dla najlepszego piłkarza na boiskach III ligi grupy III .
24 stycznia 2007 otrzymał nagrodę Plebiscytu Rady Regionalnej Polskiego Komitetu Olimpijskiego w Częstochowie oraz „Życia Częstochowskiego" na najpopularniejszych sportowców .
W plebiscycie PZP dwukrotnie w latach 2015 i 2016 wybierany do jedenastki II ligi.